# Lene Hvistendahl
Lene Elisabeth Hvistendahl, född Bergman 1905, död 2002, var en svensk lärare. Efter att under 1940-talets första år ha varit lärare vid en mellanstadieskola i Valdemarsvik blev hon lärare vid Slottsskolan i Stockholm, där hon undervisade prins Gustaf Adolfs döttrar. Hvistendahl var antroposof, och startade på 1930-talet ett skolhem med waldorfpedagogik.
Hvistendahl var gift med konstnären Bror Hvistendahl, från 1941. De hade två döttrar, födda 1942 och 1946. Sedan 2007 förvaltas arkivet efter Bror och Lene Hvistendahl av Göteborgs universitetsbibliotek.